# Section (Alabama)
Pour les articles homonymes, voir Section.
Section est une municipalité américaine située dans le comté de Jackson en Alabama.
Selon le recensement de 2010, sa population est de 770 habitants. La municipalité s'étend sur 4,57 milles carrés (11,84 km2).
D'abord appelée Mount Zion puis Kirby Creek, la localité adopte son nom actuel dans les années 1890, en référence à la « 16e section », des terres affectées par la législature de l'Alabama aux écoles publiques. Section devient une municipalité en 1910.

## Démographie
| 1950 | 1960 | 1970 | 1980 | 1990 | 2000 | 2010 | - |
| ---- | ---- | ---- | ---- | ---- | ---- | ---- | - |
| 476  | 595  | 702  | 821  | 777  | 769  | 770  | - |